# جين روبرتس (باحثة أدبية)
جين روبيرتس هي مختصة أدبية إيرلندية شمالية، كانت أستاذه للغة الإنجليزية والأدب في العصور الوسطى في جامعة كينغ في لندن من 1998 إلى 2001.

## حياتها وتعليمها
نشأت جين روبيرتس في بيليمينا إيرلندا، تعلمت في مدرسة كامبريدج هاوس، قرأت اللغويات الحديثة في كلية الثالوث  دبلن، بعدها أكملت دبلوم التعليم العالي ورسالة الماجستير عن النساء في فترة الأنجلو ساكسن إنجلترا، ثم درست في كليه سانت هيو، أكسفورد من عام 1959 إلى 1961، حصلت على درجة الدكتوراه 1967. 

## حياتها العملية
من  عام 1961 إلى 1964، عملت كمساعدة في جامعة غلاسكو. تم ترقيتها إلى محاضرة في الأدب الإنجليزي في عام 1964. في دبلن عام 1964، تم تعيينها محاضِرة في اللغة الإنجليزية في العصور القديمة والمتوسطة  في كلية دبلن الجامعية. بقيت هناك لمدة عام، وانتقلت إلى كلية الملك في لندن في عام 1969 لإلقاء محاضرة باللغة الإنجليزية. تمت ترقيتها إلى منصب القراء في عام ١٩٨٢وبروفسورة  بعد عشر سنوات. تم تعيينها في أستاذة للغة الإنجليزية وأدب القرون الوسطى في عام 1998. تقاعدت في عام 2001. وعُينت في منصب أستاذ فخري في كينغز وزمالة كبار الباحثين في معهد الدراسات الإنجليزية. 
وتشمل كتب روبرتس قصائد غوثلاك إكستر (1979)، وقاموس معجم اللغة الإنجليزية القديمة (شاركت في تأليفه مع كريستيان كي في عام 1995)، ودليل للنصوص المستخدمة في اللغة الإنجليزية حتى 1550 (2005)، و (كمحرر مشارك) قاموس أكسفورد الإنجليزي التاريخي (2009). تم انتخابها زميلة في جمعية الآثار في لندن في عام 2009. كما انتُخبت زميلة في الجمعية الإنكليزية في عام 2014. كانت موضوع في الكتاب التذكاري فيستكريفت الذي نشر عام 2001.